# HCT Group
HCT Group — британская транспортная компания, организация социального предпринимательства, работающая в Лондоне и Йоркшире. Помимо обычных перевозок, работает с благотворительными и добровольческими организациями. К 2014 году HCT Group имела парк из 500 единиц транспорта, штат из 700 сотрудников и оборот в 43,7 миллионов фунтов стерлингов.

## История
В 1982 году около 30 общественных организаций из Хакни при помощи гранта, выданного местным советом, организовали небольшую транспортную компанию из семи единиц техники. Услуги по небольшим предоставлялись другим общественным организациям и инвалидам. Штат компании на протяжении первых десяти лет полностью состоял из волонтёров. 
В 90-х компания работала над попаданием на рынок лондонского общественного транспорта и в 2001 году HCT Group получила свой первый маршрут в столице Англии, с чего начался экономический рост компании. В 2004 году HCT Group получила контракт на ежедневную перевозку 500 детей-инвалидов из боро Уолтем-Форест, в 2006 вышла за пределы Лондона, начав работать в Лидсе. В результате, за период с 1993 по 2010 год годовой оборот компании с 202 тысяч фунтов стерлингов до 23,3 миллионов, а к концу 2014 года составлял 43,7 миллиона. Исполнительным директором HCT Group является валлиец Дэй Пауэлл, пришедший в компанию в 1990 году как уборщик автобусов.
HCT Group позиционирует себя «не как простую транспортную компанию, а как организацию социального предпринимательства» и уделяет большое внимание, в частности, проблемам, возникающим у инвалидов при использовании общественного транспорта. Одно из отделений компании, YourCar, занимается предоставлением недорогих транспортных услуг инвалидам. Также HCT Group занимается вопросами трудоустройства, проводя курсы для безработных, например программа Women into the Bus, позволяющая женщинам 4 недели бесплатно обучаться вождению автобуса. Компания выигрывала награду Evidence of Impact на UK Social Enterprise Awards, а исполнительный директор, Дэй Пауэлл признавался лучшим руководителем социального бизнеса в Великобритании. При этом, газета Социалистической рабочей партии Socialist Worker критиковала компанию за низкие зарплаты сотрудникам.